# Twice
Twice (en hangul, 트와이스; romanización revisada, Teuwaiseu; estilizado como TWICE) es un grupo femenino surcoreano formado por JYP Entertainment a través del programa llamado Sixteen. El grupo consta de nueve integrantes: Nayeon, Jeongyeon, Momo, Sana, Jihyo, Mina, Dahyun, Chaeyoung y Tzuyu. Twice debutó oficialmente el 20 de octubre de 2015 con el lanzamiento del miniálbum The Story Begins.
En 2016, Twice llegó al estrellato con el sencillo «Cheer Up», el cual se ubicó en el primer lugar de la lista Gaon Digital Chart, convirtiéndose en la canción más popular del año. La canción también obtuvo el premio como «Canción del año» en dos de las premiaciones más importantes de Corea del Sur, Melon Music Awards y Mnet Asian Music Awards. «TT» del miniálbum Twicecoaster: Lane 1, solidificó el éxito del grupo al permanecer por cuatro semanas consecutivas en el primer puesto de Gaon Digital Chart. El disco anteriormente mencionado, fue el álbum de un grupo femenino más vendido en 2016. A diecinueve meses después de su debut, Twice vendió más de 1.2 millones de copias, a través de cuatro miniálbumes y un álbum especial.
Twice debutó oficialmente en Japón el 28 de junio de 2017 en colaboración con Warner Music Japan a través del lanzamiento de su primer álbum recopilatorio, #Twice. El álbum debutó en el segundo puesto de Oricon Albums Chart, vendiendo 136 157 copias en una semana, convirtiéndolo en el álbum más vendido de un artista de K-pop en Japón. Posteriormente, el primer sencillo en japonés del grupo, «One More Time», fue lanzado en octubre del mismo año.
Al vender más de 250 000 copias, Twice se convirtió en el primer grupo femenino de K-pop en recibir una certificación de platino con una canción en japonés por la Recording Industry Association of Japan. Twice ocupó el tercer puesto como uno de los artistas más vendidos del año en la lista de Billboard Japan.
Twice ha disfrutado de mucho éxito en el mercado internacional, convirtiéndose en el primer grupo femenino surcoreano en encabezar las listas Billboard World Albums y World Digital Song Sales, cuando lanzaron su primer álbum de estudio Twicetagram y el sencillo principal «Likey» en 2017. Con el lanzamiento del sencillo «Feel Special» en 2019, Twice se convirtió en la tercera artista femenina coreana en ingresar a la lista Canadian Hot 100.
Twice firmó en 2020 con Republic Records en para actividades promocionales en los Estados Unidos como parte de una asociación con JYP Entertainment. El grupo ingresó al Billboard 200 con More & More y Eyes Wide Open en 2020, Taste of Love y Formula of Love: O + T = <3 en 2021. El primer sencillo en inglés de Twice, «The Feels», se convirtió en su primera canción en entrar en el Billboard Hot 100 y UK Singles Chart, alcanzando el número 83 y 80 en estas listas, respectivamente.

## Origen del nombre
El nombre del grupo viene de la palabra inglesa «twice» (en español: «dos veces») y lo creó J.Y. Park. El significado consiste en que, según creía Park, las integrantes sorprenderían al público primero auditivamente y, después, visualmente.

## Historia

### 2015: Predebut y formación en Sixteen
El 19 de diciembre de 2013, JYP Entertainment anunció que en la primera mitad de 2014 un grupo de chicas debutaría, cosa que no sucedía en esa compañía desde Miss A en 2010.

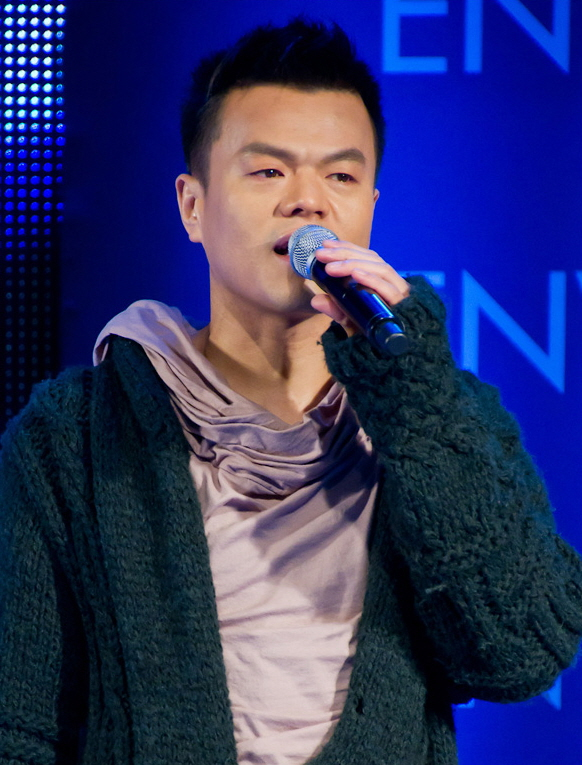
J.Y. Park, creador y productor de Twice.

El 27 de febrero de 2014, Lena y Cecilia fueron las primeras aprendices confirmadas para debutar en 6MIX. Se rumoreó que Nayeon, Jeongyeon, Jisoo —que más tarde pasó a llamarse Jihyo— y Minyoung también formarían parte del grupo. Después de la salida de Cecilia, fue reemplazada por Sana, pero cuando 6mix estaba a punto de debutar, Lena dejó la empresa y el grupo no debutó como estaba previsto.
En 2015 el fundador de JYP Entertainment, J.Y. Park, anunció que las integrantes se decidirían a través de Sixteen, un programa de supervivencia creado para determinar a las integrantes del nuevo grupo. J.Y. Park explicó a través de una conferencia de prensa que esperaba que el grupo tuviera un carácter natural y agradable. El show enfrentó a dieciséis aprendices de JYP Entertainment entre sí para asegurarse un lugar en Twice. Sixteen comenzó el 5 de mayo de 2015 y finalizó con Nayeon, Sana, Dahyun, Chaeyoung, Mina, Jihyo y Jeongyeon como las integrantes oficiales de Twice.
Más tarde, JYP Entertainment anunció que agregaría a dos integrantes: a Tzuyu, que no había sido elegida previamente, y a Momo, que había sido eliminada. Tzuyu fue agregada por ser la «elección de la audiencia», pues fue la concursante más popular al final del programa, y Momo fue agregada personalmente por J.Y. Park, porque sintió que esta podía aportar mucho al grupo en cuanto a baile. La elección de Momo se convirtió en una controversia y recibió protestas del público, aunque las quejas se desvanecieron paulatinamente.

### 2015-16: Debut conThe Story Begins, Page Two,Censura en chinay Twicecoaster: Lane
Los representantes de JYP Entertainment declararon que Twice debutaría a finales de 2015. El 10 de julio, el grupo abrió una cuenta de Instagram con la primera foto de todas las chicas posando como Twice. JYP Entertainment también anunció que iniciaría con Twice TV, un programa web donde se relataban las historias de las integrantes en varias entrevistas, mientras se preparaban para el debut. El 7 de octubre, JYP Entertainment anunció en su página web que Twice debutaría el 20 de octubre.

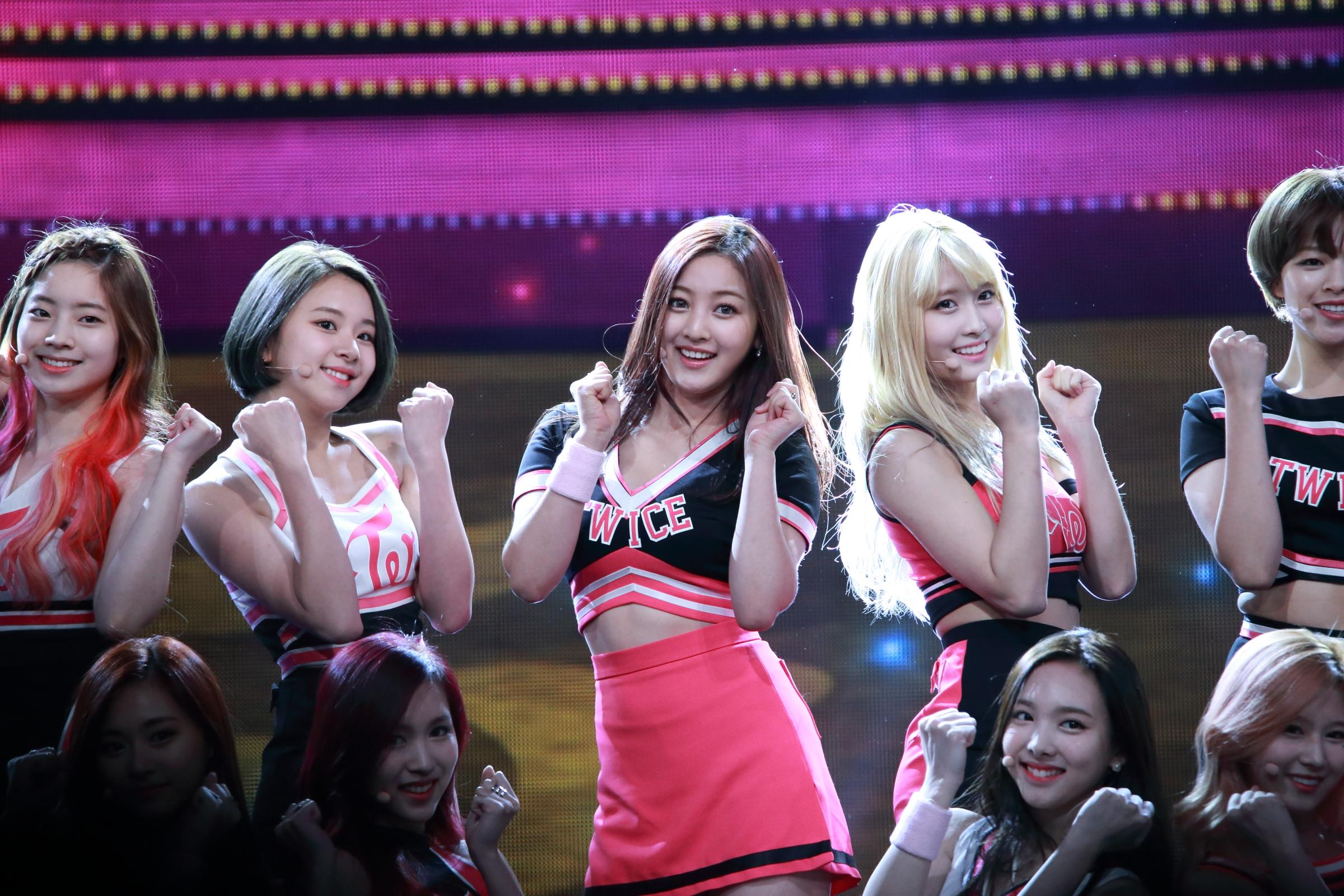
Twice interpretando «Like OOH-AHH» en octubre de 2015.

El 20 de octubre, Twice realizó su debut con el lanzamiento de su primer EP, The Story Begins, junto con un videoclip titulado «Like Ooh Ahh». El vídeo musical consiguió 20 millones de visitas dos meses después de su debut.
El 2 de diciembre, noticias informaron de que Twice había firmado diez contratos por un total de aproximadamente 1.8 billones de wones, la mayor cantidad para cualquier grupo novato de chicas después de un mes desde su debut. El 27 de diciembre, el grupo realizó un remix de su canción debut en Gayo Daejun de SBS, lo que marcó la primera aparición de Twice en un programa de música de fin de año.
En enero de 2016, con el fin de hacer que el grupo fuera más reconocido, las integrantes aparecieron en My Little Television en Corea del Sur. Para promover que eran un grupo multicultural, cada miembro flameó la bandera de su país, algunas con la bandera de Corea del Sur, otras con la japonesa y Tzuyu con la bandera de Taiwán. La cantante se presentó como una taiwanesa y los internautas chinos se enojaron. Sin embargo, el cantante Huang An fue el que se jactó de la polémica. Acusó a Tzuyu de proteger la independencia de Taiwán y la acusó de ser un activista por la independencia. Como resultado de las confusas relaciones entre Taiwán y China, los usuarios de Internet atacaron violentamente al grupo y especialmente a Tzuyu.
Los canales de televisión de China dejaron atrás las nuevas noticias de Twice y JYP Entertainment tuvo que abolir todas sus acciones en ese país. Para calmar la situación, el 15 de enero de 2016, J.Y. Park pidió a los medios chinos que se disculparan por las redes sociales. Asimismo, la empresa publicó un vídeo de Tzuyu disculpándose: «China es una sola, ambos países son uno sólo, y siempre me he sentido orgullosa de ser china».
El 24 de abril, Twice lanzó su segundo EP, Page Two, junto con un videoclip titulado «Cheer Up». El disco incluye una adaptación de «Precious Love» de la cantante Park Ji-yoon, y «I'm Gonna Be A Star». El videoclip de «Cheer Up» obtuvo diez millones de visitas cinco días después de su publicación.

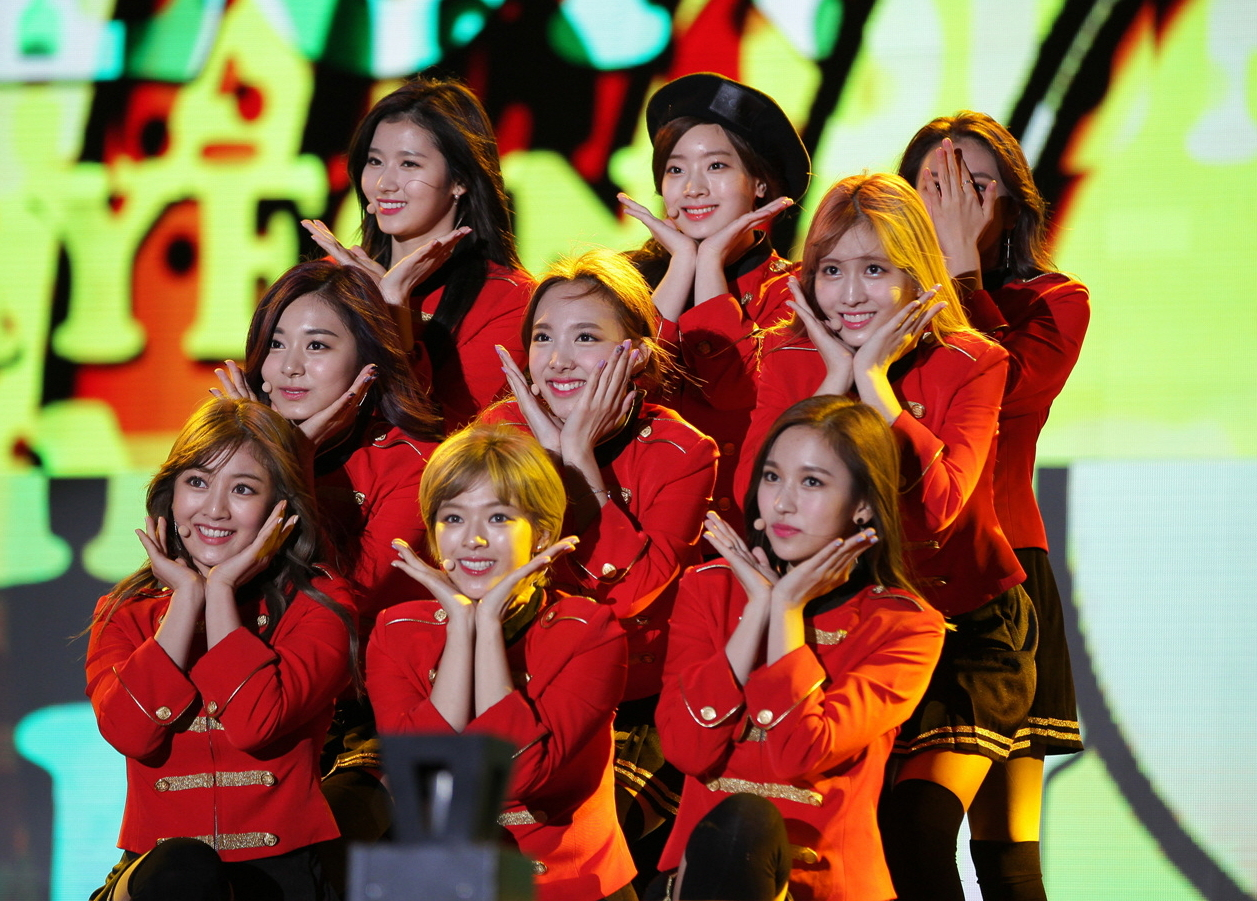
Twice interpretando «Cheer Up» en Dream Concert en octubre de 2016.

Después de su lanzamiento, «Cheer Up» se ubicó en el primer puesto de Gaon Digital Chart y en el tercer puesto de Billboard World Digital Songs. Twice ganó su primera victoria musical el 5 de mayo de 2016, en M! Countdown, exactamente un año después de la emisión 16. Su racha de victorias continuó en Music Bank e Inkigayo. El sencillo «Cheer Up» recibió un perfect all kill de Instiz iChart, porque se ubicó en el primer puesto de todas las listas de Corea.
El 16 de agosto de 2016, se informó de que Page 2 había vendido más de 150 000 copias, lo que las convirtió en el primer grupo femenino en vender más de 100 000 copias en 2016.
El 19 de octubre, Twice reveló el diseño de su Lightstick llamado Candybong con los colores oficiales del grupo; Albaricoque y Neón Magenta, inspirado en la canción «Candy Boy» de su primer EP. El 20 de octubre, Twice en la celebración de su primer aniversario de su debut, revelaron una nueva canción, «One in a Million», a través de una transmisión en vivo en la plataforma de V Live.
El 23 de octubre, Twice lanzó su tercer EP, Twicecoaster: Lane 1, junto con un videoclip titulado «TT». El sencillo «TT» recibió un certified all kill luego de ubicarse en el primer lugar de varias listas musicales por Instiz iChart, y luego recibió el perfect al kill. Twicecoaster: Lane 1 vendió 165 000 copias en solo una semana.
El vídeo musical de «TT» obtuvo seis millones de visitas a un día de su lanzamiento. El 10 de noviembre, el videoclip de «Like Ooh Ahh» alcanzó las cien millones de reproducciones, convirtiéndose en el primer vídeo musical debut en alcanzar esa cantidad entre otros grupos de K-pop. El vídeo de «Cheer Up» consiguió dicho logro una semana después, convirtiéndose en el vídeo musical de grupo de K-pop que más rápido obtuvo cien millones de visitas. Ocho días después, «Cheer Up» ganó el premio como «Canción del año» en los Melon Music Awards y en los Mnet Asian Music Awards celebrados el 2 de diciembre.

### 2017-18:Signal,Debut de Twice en Japón,Twicetagram, What is Love? y Yes Or Yes
El 3 de enero, el vídeo musical de «TT» alcanzó las cien millones de visitas y se convirtió en el videoclip de K-pop que más rápido alcanzó esa cifra, de manera que rompió el récord logrado con «Cheer Up». En el mismo año, «TT» fue el primer vídeo de un grupo femenino en conseguir doscientas millones de visitas en tan poco tiempo. El 10 de enero, JYP Entertainment anunció que el grupo haría su primera gira de conciertos, Twice 1st Tour: Twiceland The Opening, la cual se llevó a cabo del 17 de febrero al 18 de junio.
El 19 de febrero, una reedición de Twicecoaster: Lane 1 fue lanzada bajo el título de Twicecoaster: Lane 2, junto con un videoclip titulado «Knock Knock». El álbum vendió 266 645 copias en febrero de 2017. A principios de febrero de 2017, Twice lanzó su sitio web japonés y otras redes sociales. El 8 de febrero, el grupo comenzó a aparecer en múltiples anuncios en el distrito comercial y la estación de metro de Tokio. La pose de «TT», que forma parte de la coreografía de su canción «TT», comenzó a ser imitada por varias celebridades japonesas y se hizo popular entre los adolescentes.
El 24 de febrero, JYP Entertainment anunció que el grupo haría su debut japonés el 28 de junio con un álbum recopilatorio que consta de diez canciones, incluidas las versiones coreanas y japonesas de «Like OOH-AHH», «Cheer Up» y TT». El mismo día, cinco programas matutinos japoneses informaron sobre el debut y entrevistaron a Twice.

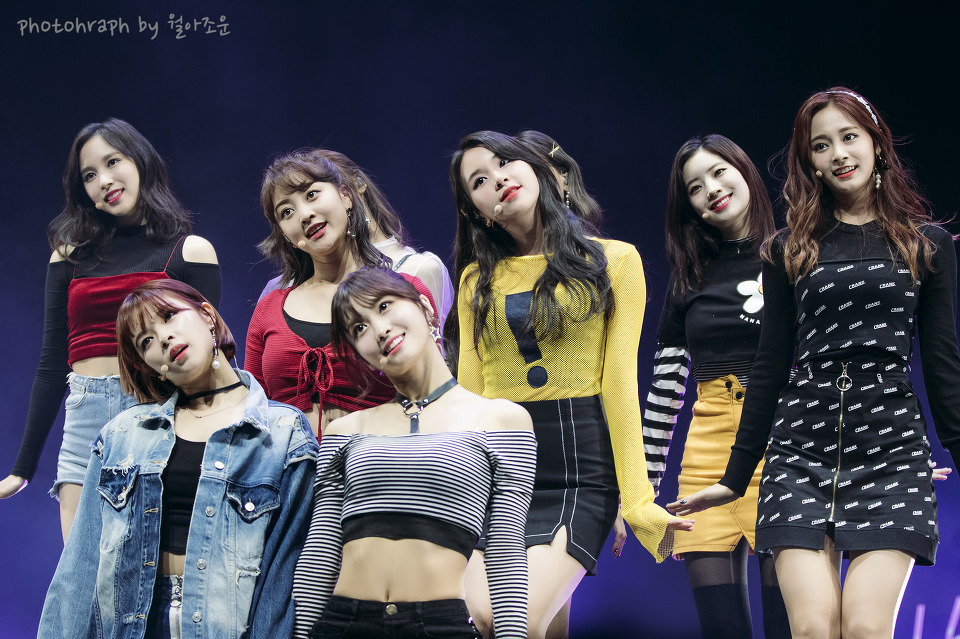
Twice interpretando «Likey» en el showcase de Twicetagram en octubre de 2017.

El 15 de mayo, Twice lanzó su cuarto EP titulado Signal, junto con un videoclip del mismo nombre. J.Y. Park escribió letras y co-compuso «Signal» siendo su primer proyecto en colaboración con Park. «Only You», fue escrita por Ha:tfelt, antigua integrante de Wonder Girls. Un mes después, Twice lanzó la versión japonesa de «Signal», junto con su vídeo musical, como una vista previa del álbum recopilatorio. Una semana después, lanzaron un videoclip para la versión japonesa de «TT».
El 28 de junio, Twice debutó en Japón bajo el sello discográfico Warner Music Japan, con el lanzamiento un primer álbum recopilatorio en japonés titulado #Twice. El 2 de julio, Twice realizó un showcase titulado Touchdown en Japón en el Tokyo Metropolitan Gymnasium, donde asistieron 15 000 personas. El álbum se ubicó en el segundo puesto de Oricon Albums Chart con 136 157 copias vendidas una semana después de su publicación.
El 6 de octubre, Twice liberó un videoclip titulado «One More Time». El 18 de octubre, Twice lanzó su primer maxisencillo japonés titulado «One More Time». La canción obtuvo las ventas más altas en su primer día y se convirtió en la canción más vendida por un grupo coreano en Japón. #Twice y «One More Time» obtuvieron un disco de platino por la Recording Industry Association of Japan.
El 30 de octubre, Twice lanzó su primer álbum de estudio titulado Twicetagram, junto con un videoclip titulado «Likey», el cual fue filmado en Canadá a principios de septiembre. «Likey» fue compuesta por Black Eyed Pilseung y Jeon Gun. Esta es la cuarta colaboración de Twice con Black Eyed Pilseung. Algunos compositores y productores también participaron en este álbum, incluyendo a algunas miembros del grupo como letristas y Hyerim, antigua integrante de Wonder Girls, la cual escribió «Look at Me». El disco y las canciones principales ocuparon el primer lugar de World Albums Chart y World Digital Song Sales de Billboard, siendo la primera vez que ingresan a la lista, convirtiendo a Twice en el primer grupo femenino de K-pop en ocupar el primer puesto de la lista. También ingresaron a Heatseekers Albums en la décima posición, siendo el puesto más alto conseguido desde Signal en el undécimo puesto.
El 11 de diciembre, una reedición de Twicetagram fue lanzada bajo el título de Merry & Happy, junto con un videoclip titulado «Heart Shaker».

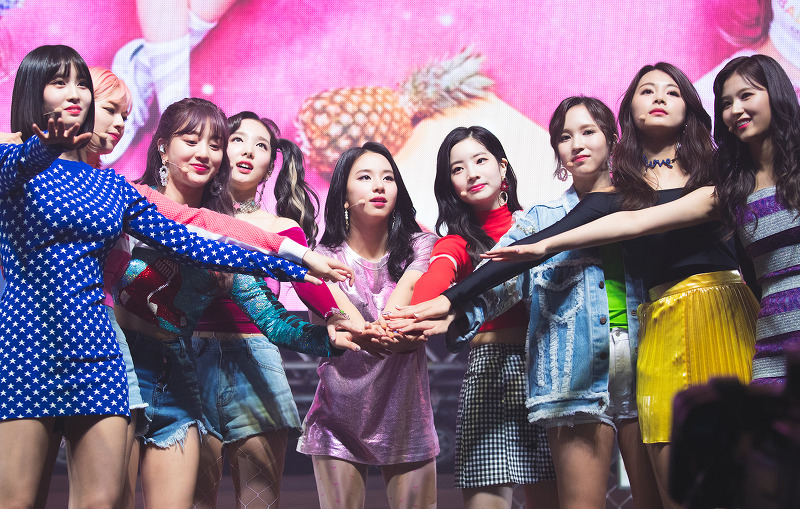
Twice en el showcase de What is Love? en abril de 2018.

A finales del año 2017, a través de una conferencia de prensa en Tokio, se anunció oficialmente que Twice se presentaría en Kōhaku Uta Gassen, un festival de música de fin de año en Japón, organizado por NHK. Son los primeros artistas coreanos en asistir a este evento en los últimos seis años y son el cuarto grupo de K-pop después de TVXQ, Kara y Girls' Generation.
El 12 de enero, Twice publicó un videoclip titulado «Candy Pop». El 7 de febrero, Twice lanzó su segundo maxisencillo japonés titulado «Candy Pop». En su primer día, el sencillo vendió 117 486 copias, siendo las mejor venta para un grupo femenino de K-pop en Japón. Según Billboard Japan, los pedidos anticipados también excedieron las 300 mil copias. Del 19 de enero al 1 de febrero, el grupo también realizó varios encuentros con fanes como parte de una campaña promocional para el nuevo lanzamiento.
El 9 de abril, Twice lanzó el quinto EP titulado What Is Love?, junto con un videoclip titulado con el mismo nombre. El EP se ubicó en el segundo puesto de Gaon Albums Chart. What Is Love? vendió 335 235 copias en su primer mes e hizo que el grupo se convirtiera en la primera agrupación femenina, y el quinto grupo, en obtener una certificación platino de Korea Music Content Association, por vender más de 250 000 copias de álbumes. El mismo mes, JYP Entertainment anunció que el grupo llevaría a cabo su segunda gira de conciertos titulada Twiceland Zone 2 – Fantasy Park, la cual iniciaría en mayo y finalizaría en agosto.
El 16 de mayo, Twice lanzó su tercer maxisencillo japonés de Twice titulado «Wake Me Up». Twice interpretó «I Want You Back» de The Jackson 5 como banda sonora de la película Sensei Kunshu. La canción fue lanzada digitalmente el 15 de junio, junto con un vídeoclip. Una segunda versión del videoclip con el elenco de la película se lanzó el 26 de junio.
El 9 de julio, una reedición de What Is Love ? fue lanzada bajo el título de Summer Nights, junto con un videoclip titulado «Dance the Night Away». El 16 de agosto, Twice liberó un videoclip titulado «BDZ». El 12 de septiembre, Twice lanzó su primer álbum de estudio japonés titulado BDZ. Esto fue seguido por la gira de conciertos titulada Twice 1st Arena Tour 2018 BDZ, que comenzó en Chiba el 29 de septiembre.
El 5 de noviembre, el grupo lanzó un sexto EP titulado Yes Or Yes junto con un videoclip del mismo nombre. Además, Twice ocupó el primer lugar en las listas de iTunes de todo el mundo con «Yes Or Yes» y por si fuera poco, el grupo estableció nuevos récords ya que se convirtió en el vídeo musical de un grupo de chicas surcoreano más rápido en alcanzar 10 millones y 20 millones de reproducciones en menos de 24 horas.
El 12 de diciembre, una reedición de Yes or Yes la cual no fue promocionada, fue lanzada bajo el título de The Year of Yes junto con un videoclip titulado «The Best Thing I Ever Did». El 26 de diciembre, una reedición de BDZ fue lanzada bajo el título de BDZ Repackage.

### 2019-20:Fancy You,Feel Special, More & More y Eyes Wide Open
El 5 de marzo, Twice lazo su segundo álbum recopilatorio titulado #Twice2. El 29 de marzo, Twice informó una tercera gira de conciertos titulada Twice World Tour 2019 «Twicelights», la cual iniciaría en mayo de 2019 y finalizaría en febrero de 2020. Twice se convirtió en el primer artista de K-pop en realizar una gira «Dome» en Japón con el Twice Dome Tour 2019 «#Dreamday». La gira obtuvo 220,000 visitantes con cinco actuaciones en Osaka, Tokio y Nagoya, la gira iniciaría el 3 de marzo y finalizaría el 4 de abril de 2019.
El 22 de abril, Twice lanzó su séptimo EP titulado Fancy You, junto con un videoclip titulado «Fancy». El grupo compartió más detalles sobre sus temas, mostrando que Jihyo escribió la letra de «Girls Like Us» con la colaboración de Charli XCX.
El 2 de mayo, Twice reveló el diseño de su nuevo Lightstick llamado Candybong Z, que incorpora los colores oficiales del grupo; Albaricoque y Neón Magenta de su primer Lightstick en 2016.
El 11 de junio, Twice lanzó dos videoclips titulados «Happy Happy» y «Breakthrough», con el fin de promocionar su cuarto y quinto maxisencillo japonés.

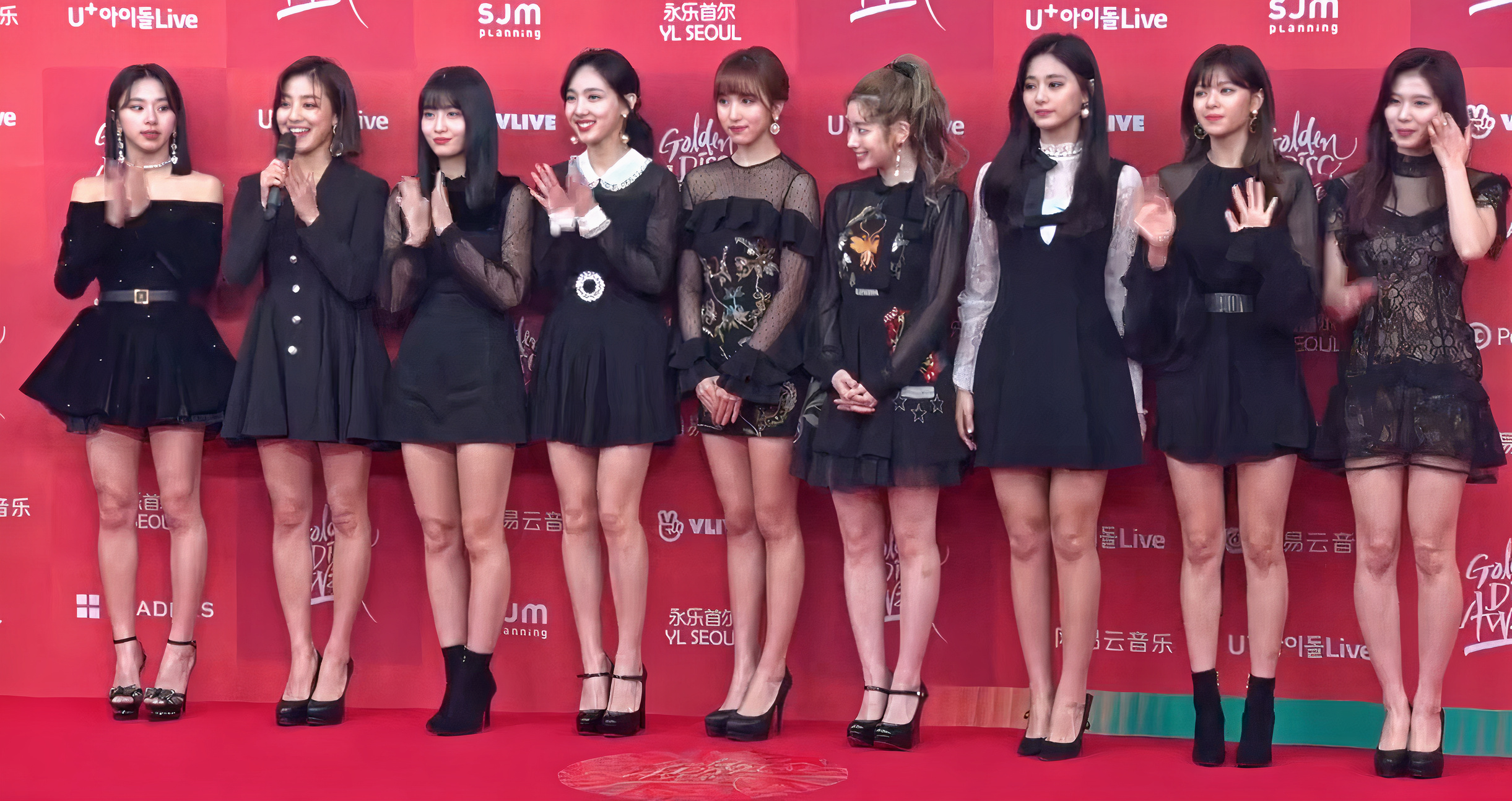
Twice en la alfombra roja de los Golden Disk Awards en enero de 2019.

El 23 de septiembre, Twice lanzó su octavo EP titulado Feel Special, junto con un videoclip del mismo nombre. J.Y. Park escribió letras y co-compuso «Feel Special» con Ollipop y Hayley Aitken. Además, para la letra de «21:29» Twice trabajaron juntos.«Feel Special» también ayudó a expandir el alcance del grupo para el mercado norteamericano al debutar su primera semana en el N.º 139 en el Canadian Hot 82, siendo el primer sencillo del grupo en ingresar a dicha lista, convirtiendo a Twice en el tercer grupo de chicas de K-pop en ingresar. El 17 de octubre, Twice liberó un videoclip titulado «Fake & True». El 20 de noviembre, Twice lanzó su segundo álbum de estudio japonés titulado &Twice.
Solo en 2019, Twice ha vendido más de un millón de copias en la lista Gaon, manteniendo este logro durante tres años consecutivos. En Japón, Twice superó la marca récord de ventas de 5 mil millones de yenes en 2019. El grupo también es el artista extranjero más vendido y ocupa el cuarto lugar en general en Japón según el 52.º Ranking Anual de Oricon. Según Billboard Japan, Twice ocupó el quinto lugar en la categoría «Top Artist» en la lista de fin de año de 2019.
El 4 de febrero, Twice lanzó la reedición de &Twice titulada &Twice Repackage, junto con un sencillo digital titulado «Swing». Twice estrenó su documental el día 29 de abril, compuesto por 8 capítulos y 1 especial titulado Twice: Seize The Light en la plataforma de Youtube y Youtube Premium, el grupo reveló vivencias nunca antes contadas, sus días como aprendices de JYP Entertainment, el sacrificio que atravesaron hasta alcanzar la fama mundial, mediante sinceras entrevistas sobre su vida y su pasión por el escenario.
El 19 de febrero, se anunció que el grupo había firmado con Republic Records para promocionar en los Estados Unidos, como parte de la asociación de JYP Entertainment con el sello.
El 1 de junio, Twice lanzó su noveno EP titulado More & More junto con un videoclip del mismo nombre. El sencillo «More & More», siendo el tema principal fue escrito por J.Y. Park y la cantante BIBI y compuesto por las cantantes Julia Michels y Zara Larsson. El pasado 27 de mayo, Gaon señaló que el álbum vendió 550 000 copias, lo que lo convierte en el álbum más vendido de Twice hasta la fecha y también en el álbum de grupo de chicas más vendido en Corea durante los últimos 20 años. El álbum alcanzó el puesto número 200 en el Billboard 200 en su primera semana de lanzamiento, convirtiendo a Twice en el cuarto grupo de chicas coreanas en ingresar a la lista después de Girls' Generation, 2NE1 y Blackpink. El grupo también ingresó al Billboard Artist 100 por primera vez cuando debutó en el número 96.

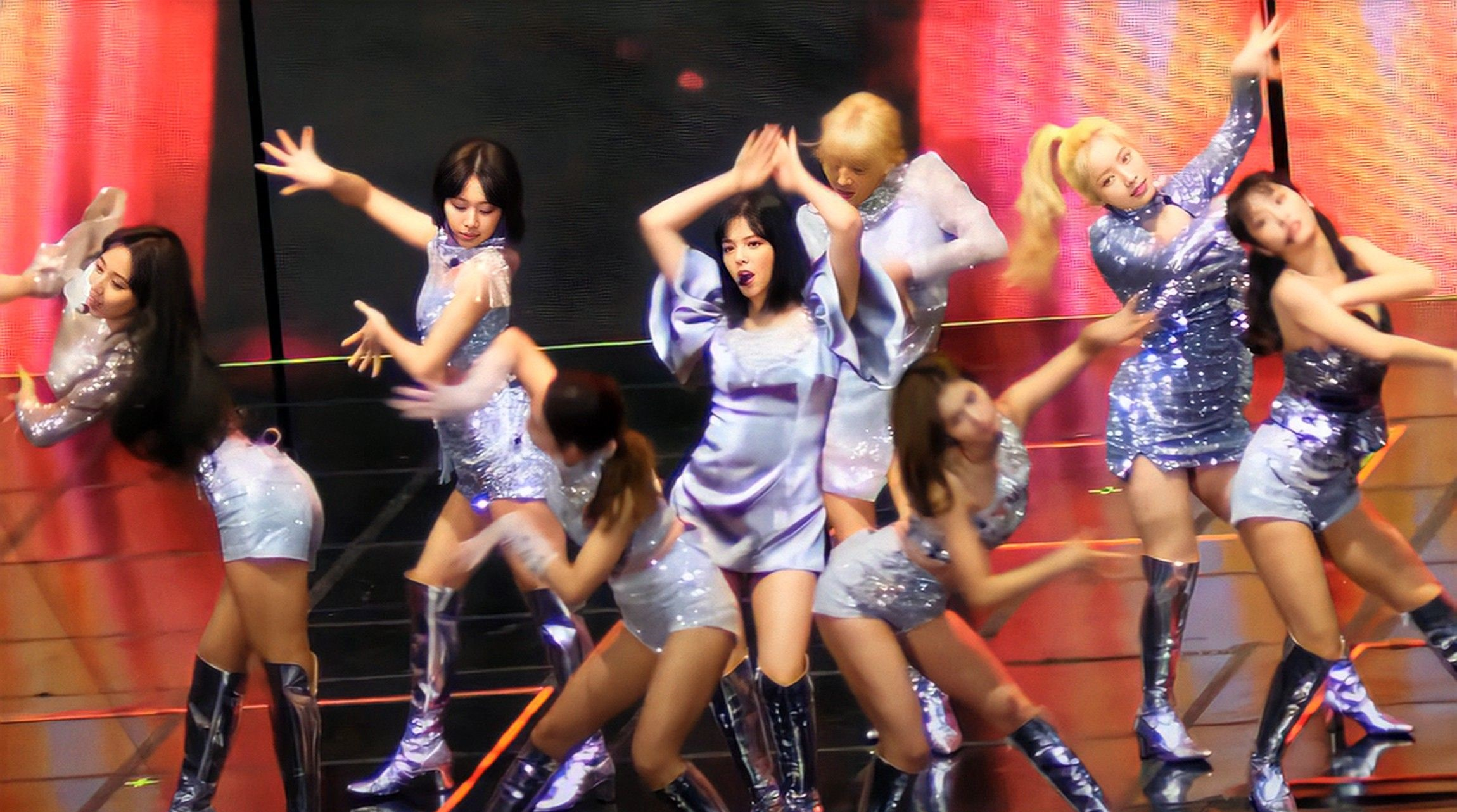
Twice interpretando «Feel Special» en los 34th Golden Disk Awards en enero de 2020.

El 18 de junio, Twice liberó un videoclip titulado «Fanfare». El 8 de julio, Twice lanzó su sexto maxisencillo japonés titulado «Fanfare».
El 9 de agosto, Twice celebró su primer concierto en línea titulado Twice Online Concert «Twice: World In A Day». El grupo trabajó con la plataforma Beyond LIVE desarrollada por SM Entertainment y Naver para el concierto, convirtiéndose en el primer artista fuera de SM Entertainment en organizar un concierto en línea utilizando la plataforma.
El 20 de agosto, Twice lanzó la versión en inglés de su sencillo «More & More». El 15 de septiembre, Twice lazo su tercer álbum recopilatorio titulado #Twice3.
El 26 de octubre, Twice lanzó su segundo álbum de estudio titulado Eyes Wide Open junto con un videoclip titulado «I Can't Stop Me». El álbum debutó en el número 72 en el Billboard 200, marcando la posición más alta del grupo en la lista superando a «More & More», y convirtiendo a Twice en el tercer grupo femenino de K-pop en ingresar.
Después de eso, Twice colaboró con el grupo de chicas virtuales K/DA, las miembros Nayeon, Sana, Jihyo y Chaeyoung aparecerán en la canción «I'll Show You» como parte del primer EP de K/DA titulado All Out, que se lanzó el 6 de noviembre. Las cuatro miembros de Twice también interpretaron esta canción junto a las cantautoras estadounidenses Bekuh Boom y Annika Wells.
El 11 de noviembre, se liberó un videoclip titulado «Better». El 18 de noviembre, Twice lanzó su sexto maxisencillo japonés titulado «Better». El grupo luego hizo su debut en la televisión estadounidense con su aparición en The Late Show With Stephen Colbert el 22 de noviembre, interpretando «I Can't Stop Me». El 29 de noviembre, Twice lanzó la versión en inglés de su sencillo «I Can't Stop Me».
El 1 de diciembre, se informó que Twice tuvo un récord total de ventas de más de 12,5 millones de álbumes en Gaon. Teniendo en cuenta las ventas del grupo en Japón, Twice ha superado los 81 millones de copias del álbum vendidas en ambos países.
El 6 de diciembre, durante la premiación de los Mnet Asian Music Awards 2020, Twice reveló e interpretó por primera vez la canción «Cry For Me», un tema nuevo e inédito que tomó por sorpresa a los espectadores del evento y llenó de alegría a los fanáticos del grupo. Posteriormente, la empresa JYP Entertainment anunció que la canción sería lanzada el 18 de diciembre de 2020 como un sencillo de prelanzamiento. La canción encabezó la lista de ventas de canciones digitales mundiales de Billboard el 2 de enero de 2021.

### 2021-22:Taste of Love,Debut de Twice en Estados Unidos,Formula of Love: O+T=<3, Im Nayeon y Between 1&2
El 28 de enero, Twice participó en la serie de eventos Time 100 Talks organizados por la revista Time a través de una transmisión en vivo, donde el grupo presentó la canción «Depend On You» incluida en su segundo álbum de estudio Eyes Wide Open.
El 6 de marzo, Twice realizó su segundo concierto en línea titulado «Twice in Wonderland», que se anunció por primera vez el 3 de enero. El concierto fue exclusivo para territorio japonés, contó con una colaboración con NTT Docomo y se transmitió utilizando una variedad de tecnologías que incluyen AR (realidad aumentada) y MR (realidad mixta).
El 20 de abril, se liberó un videoclip titulado «Kura Kura». El 12 de mayo, Twice lanzó su séptimo maxisencillo japonés «Kura Kura». El 28 de abril, Twice apareció en The Kelly Clarkson Show con una interpretación de su sencillo «Cry For Me».
El 9 de junio, se liberó un videoclip titulado «Alcohol-Free». El 11 de junio, Twice lanzó su décimo EP titulado Taste of Love. Taste of Love debutó en el puesto 6 en el Billboard 200, convirtiéndose en el primer álbum de Twice en ingresar al top 10 en los Estados Unidos con 46,000 unidades equivalentes. Entre ellos, el EP vendió 43.000 copias físicas, convirtiéndose en el álbum más vendido de la semana en Estados Unidos. Con esto, Twice se convierte en el primer grupo femenino surcoreano en tener un EP en el top 10 de Billboard 200 y el segundo grupo femenino surcoreano en tener un álbum en el top 10 de esta lista.
El 29 de junio, Twice liberó un videoclip titulado «Perfect World». El 27 de julio, Twice lanzó su tercer álbum de estudio titulado Perfect World. Posteriormente, se reveló que el grupo se estaba preparando para lanzar su primer sencillo digital completo en inglés.
El 30 de septiembre, Twice debutó en Estados Unidos bajo el sello discográfico Republic Records, con el prelanzamiento de un primer sencillo digital en inglés titulado «The Feels», junto con un videoclip del mismo nombre. Al final del videoclip, se reveló sorpresivamente que el grupo lanzaría su tercer álbum de estudio coreano en noviembre, a la par de su cuarta gira de conciertos.
El 11 de noviembre, Twice lanzó su tercer álbum de estudio titulado Formula of Love: O+T=<3, junto con un videoclip titulado «Scientist». El álbum alcanzó la posición 3 en la lista musical Billboard 200, rompiendo el récord previo de Taste of Love.
El 15 de noviembre, Twice informó una cuarta gira de conciertos titulada Twice 4th World Tour «Ⅲ», la cual iniciaría en diciembre de 2021 y finalizaría en mayo de 2022.
El 3 de diciembre, Twice liberó un videoclip titulado «Doughnut», El 14 de diciembre, Twice lanzó su octavo maxisencillo japonés titulado «Doughnut»
El 4 de febrero, Twice lanzó digitalmente 4 versiones remix de su primer sencillo en inglés titulado «The Feels», una de esas versiones nombrada «The Feels Benny Benassi Remix», está compuesta en colaboración con Benny Benassi disc jockey italiano de música electrónica. El 15 de marzo, Twice lanzó su cuarto álbum recopilatorio titulado #Twice4.

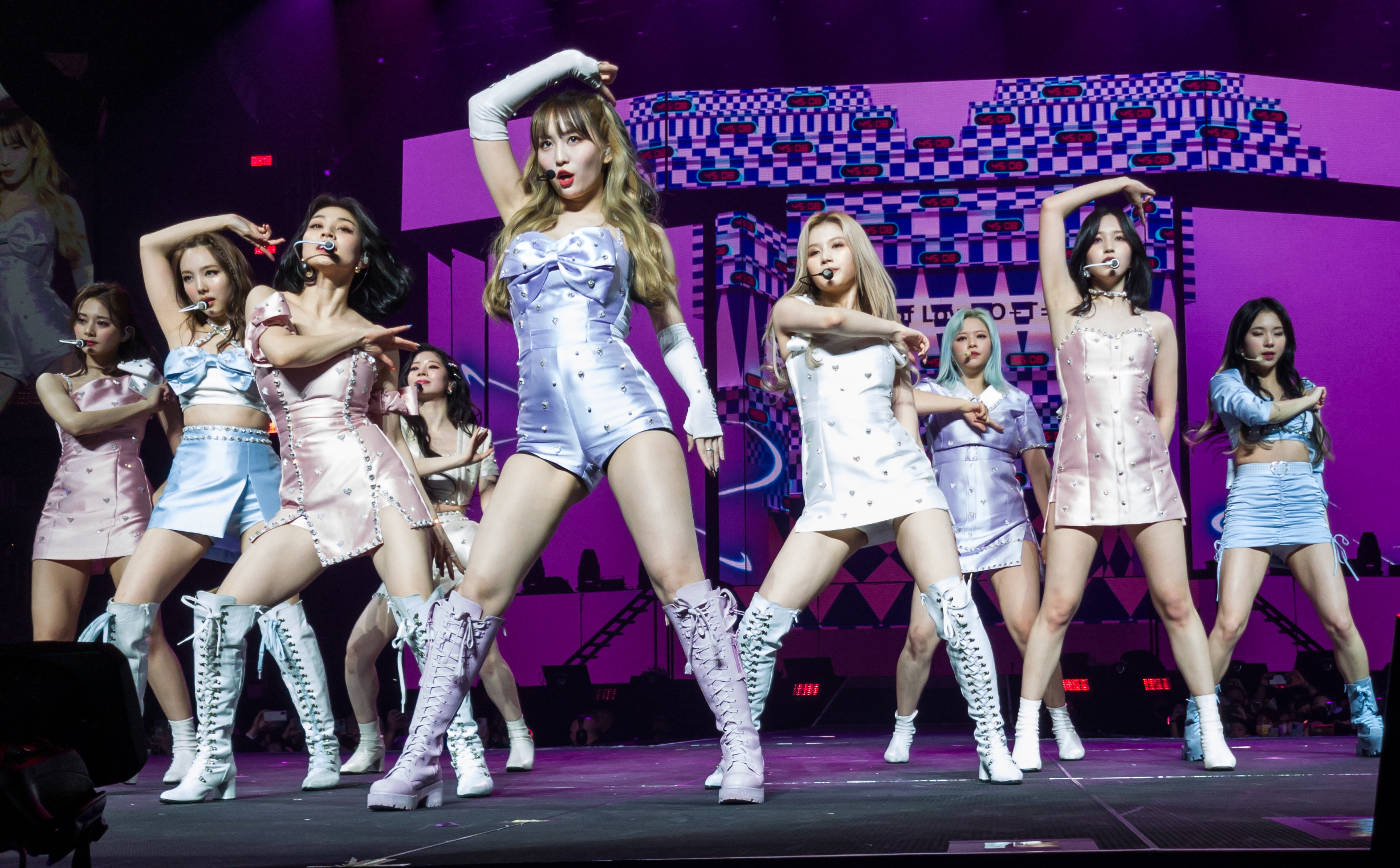
Twice interpretando «Scientist» en la Arena Dickies, San Antonio (Texas), en febrero de 2022.

Con la finalización de siete conciertos en Estados Unidos de la gira Twice 4th World Tour «Ⅲ» que finalizó en mayo de 2022, Twice se convirtió en el primer grupo femenino de K-pop en realizar dos giras en dos arenas en el mercado musical más grande del mundo, atrayendo a una audiencia de aproximadamente 12,194 personas. Inicialmente, solo se anunció un espectáculo en Los Ángeles y Nueva York, pero un segundo espectáculo se abrió rápidamente en ambos lugares debido a la alta demanda después de agotarse los boletos. Tras el éxito de su gira por Estados Unidos, Twice anunció un concierto «encore» en el Banc of California Stadium en Los Ángeles, convirtiéndose en el primer grupo femenino de K-pop en tener un concierto en un estadio en los Estados Unidos. Inicialmente anunciaron que solo había un espectáculo el 2 de mayo, decidieron llevar a cabo otro espectáculo el 14 de mayo debido a la alta demanda.
El 23 de junio, la miembro de Twice Nayeon, realizó su debut en solitario con el lanzamiento de su primer EP titulado Im Nayeon, acompañado de un videoclip titulado «Pop!».
El 12 de julio de 2022, JYP Entertainment emitió la siguiente declaración con respecto al vencimiento de los contratos exclusivos de las miembros de Twice: «Antes del vencimiento de los contratos exclusivos de las miembros en este otoño, todas las integrantes de Twice completaron la renovación de sus contratos. Twice, desempeñó un papel crucial en el establecimiento del estatus de JYP Entertainment , y JYP Entertainment, que se convirtió en una fuente confiable de apoyo para que Twice creciera y se convirtiera en un grupo de chicas representativas del K-pop, acordaron en base a esta confianza renovar los contratos con fe en un aún mejor futuro».
El 14 de julio, Twice liberó un videoclip titulado «Celebrate». El 26 de julio, Twice lanzó su cuarto álbum de estudio japonés titulado Celebrate. El 22 de agosto, Twice lanzó su undécimo EP titulado Between 1&2, junto con un sencillo titulado «Talk That Talk».

### 2023-24:Ready to Be, Misamo, lanzamientos en solitario,With You-thyStrategy
El 19 de enero, Twice lanzó su segundo sencillo digital en inglés titulado «Moonlight Sunrise» como un sencillo de prelanzamiento, junto con un videoclip del mismo nombre. El 24 de enero, Twice lanzó digitalmente 3 versiones remix de su segundo sencillo en inglés «Moonlight Sunrise». El 8 de febrero, Warner Music Japan anunció a través de la liberación de un clíp titulado Misamo Opening Trailer, el debut de una primera subunidad de Twice la cual estará integrada por tres las miembros japonesas del grupo Mina, Sana y Momo, el trío japonés será llamado Misamo y la fecha programada para su debut es el 26 de julio con el lanzamiento de un primer EP en japonés titulado Masterpiece, el cual contiene un total de siete pistas, incluidas «Bouquet» y «Marshmallow», lanzadas anteriormente, y un sencillo principal titulado «Do Not Touch». Como parte de una apertura de promociones para presentar al público el debut de Misamo, el trío apareció en la portada de la revista Vogue Japón en su edición de marzo de 2023. El 21 de febrero, Twice informó una quinta gira de conciertos, titulada Ready to Be World Tour, la cual iniciaría en abril de 2023 y terminaría en julio de 2024. El 9 de marzo, Twice lanzó su duodécimo EP titulado Ready to Be, junto con un videoclip del sencillo principal titulado «Set Me Free». El 7 de marzo, se informó que las ventas de pedidos anticipados de Ready to Be habían superado las 1,7 millones copias. El 30 de mayo, Twice lanzó su décimo maxisencillo japonés «Hare Hare» junto con un videoclip para el sencillo. El 17 de agosto, la miembro y líder de Twice Jihyo, realizó su debut en solitario con el lanzamiento de su primer EP titulado Zone, acompañado de un videoclip titulado «Killin' Me Good». En diciembre de 2023, el grupo concluyó el año con dos conciertos especiales en Fukuoka, Japón. Los conciertos se llevaron a cabo los días 27 y 28 de diciembre y fueron los últimos conciertos de la gira Ready to Be World Tour del año 2023. El 29 de diciembre, Twice se informa que llegará en los estadios de Yanmar Field Nagai y en el Estadio Nissan, Japón, que están programadas para el julio de 2024.
El 1 de febrero de 2024, Twice lanzó su tercer sencillo digital en inglés titulado «I Got You» como un sencillo de prelanzamiento, junto con un videoclip. El 22 de febrero, Twice lanzó su decimotercer EP titulado With You-th, junto con un videoclip para el sencillo principal «One Spark». El 13 de junio, la miembro Nayeon lanzó su segundo EP en solitario titulado Na, acompañado de un videoclip titulado «ABCD». El 17 de julio el grupo publicó su quinto álbum de estudio japonés Dive. Ese mismo mes, Twice se concluyó el Ready to Be World Tour con una serie de conciertos especiales en Japón, convirtiéndose en el primer grupo femenino de k-pop en encabezar un concierto en el Estadio Nissan. El 5 de septiembre, la miembro Tzuyu realizó su debut en solitario con el lanzamiento de su primer EP titulado Aboutzu, acompañado de un videoclip titulado «Run Away». El 20 de octubre, Twice realizó una reunión de fans llamada Home 9round, en la que interpretaron la pista inédita «Sweetest Obsession». Al finalizar el evento, anunciaron el lanzamiento de su decimocuarto EP Strategy. El EP se publicó el 6 de diciembre con el sencillo principal del mismo nombre con Megan Thee Stallion como artista invitada, acompañado de un videoclip. El 16 de diciembre publicaron el sencillo promocional «The Wish» para un comercial con FamilyMart.

### 2025-presente:This Is Fory sexta gira mundial
En abril de 2025 Twice sirvió como telonero de la gira de Coldplay, Music of the Spheres World Tour, en los conciertos de Corea del Sur. Tras su primera presentación, Twice publicó su versión de «We Pray» el 18 de abril. El 14 de mayo, Twice publicó su quinto álbum recopilatorio, #Twice5. El 18 de mayo Twice anunció su cuarto álbum de estudio This Is For, que fue publicado en julio de 2025 junto con el sencillo «This Is For». Para la promoción del álbum, el grupo se embarcó en su gira This Is For World Tour, comenzando el 19 de julio en Incheon. El 1 de agosto publicaron su colaboración con la rapera Saweetie, titulado «Superstars», para su EP Hella Pressure. Al día siguiente encabezaron el Lollapalooza en Chicago frente a una audiencia de aproximadamente 115 000 personas. El 27 de agosto publicarán Enemy, su sexto álbum de estudio japonés con el sencillo principal del mismo nombre.

## Integrantes
- Nayeon (나연)
- Jeongyeon (정연)
- Momo (모모)
- Sana (사나)
- Jihyo (지효)
- Mina (미나)
- Dahyun (다현)
- Chaeyoung (채영)
- Tzuyu (쯔위)

## Estilo musical y letras
En la producción del EP debut de Twice The Story Begins (2015) participó el principal productor del grupo J.Y. Park, incluyendo equipo de composición Black Eyed Pilseung, para hacer este álbum. La canción principal «Like Ooh-Ahh», que fue escrita por Black Eyed Pilseung y Sam Lewis es una canción de música dance, que se mezcla con varios géneros, incluyendo hip hop, R&B y rock. El nuevo género distintivo de Twice «Color pop» nace de Black Eyed Pilseung para mostrar una imagen «linda» o «tierna» así como el estilo único, el atractivo y la «singularidad» de las 9 miembros. Basada en el estilo único de Twice de «Color pop» del título anterior «Like Ooh-Ahh», la canción «Cheer Up» de su segundo EP contiene una composición aún más refinada y un sonido diverso.
Twice mostró por primera vez en un sonido pop pulido y una melodía emocional y pegadiza con la canción principal de su tercer EP «TT»; compuesta por Black Eyed Pilseung, quien ha estado haciendo perfecta armonía con el grupo, seguido por el sonido colorido único de Black Eyed Pilseung. La canción principal «Knock Knock», escrita y compuesta por Collapsedone y Mayu Wakisaka, la cual forma parte de su primer álbum reeditado de su tercer EP, muestra una mezcla tres géneros: Pop, Rock y Disco. Con «Signal» canción principal de su cuarto EP de Twice, J.Y. Park expresa tanto el «groove» único de Park como la ligereza de Twice al alternar una sensación hip hop, sonido 808 bass y la sensación de música dance de alegres instrumentos electrónicos. En el EP la pista «Eyes Eyes Eyes», Jihyo y Chaeyoung participaron como letristas.
La canción principal de su primer álbum de estudio, «Likey» es un trabajo colaborativo de Black Eyed Pilseung y Jeon Goon. Producido por el equipo de compositores Black Eyed Pilseung, que ha estado con Twice desde el principio con el género musical «Color pop», ahora el grupo presenta un nuevo género con esta canción llamado «future electro pop» con elementos energéticos del pop, y las letras que expresan la emoción y el romance con palabra «Likey». Además, el álbum Twicetagram despierto la expectativa de los oyentes al llevar varias canciones escritas por las miembros de Twice: «Missing U» rap de Dahyun y Chaeyoung, «24/7» letras de Nayeon y Jihyo, «Love Line» y «Don't Give Up» letras de Jeongyeon. El primer álbum reempaquetado de Twice con un concepto Navideño titulado Merry & Happy con un total de 15 pistas, incluyendo la canción principal «Heart Shaker» y el villancico «Merry & Happy», así como las pistas de Twicetagram. La canción principal «Heart Shaker» es una canción que expresa el corazón de Twice, deseando llegar «a quien ha sacudido su(s) corazón(es) con coraje e iniciativa el por amor». Las letras de «Merry & Happy» están escritas por J.Y. Park, este villancico transmite el sonido invernal y demuestra la alegría de la Navidad durante el primer amor en sus letras.
Twice goza con un punto de vista firme como un grupo de chicas para todos. «What Is Love?» canción principal de su quinto EP, contiene la emoción de las nueve miembros que sienten curiosidad por el amor, es una canción de estilo dance, J.Y. Park escribió y compuso la canción. El acelerado ritmo dance y el ritmo del género trap se agregaron a la melodía como rebote para presentar variaciones musicales. En las letras de la canción, hay imaginaciones y curiosidades de las miembros hacia el amor, como: «¡Todos los días, en una película en un libro o en un drama, siento amor y aprendo sobre el amor!», «Quiero saber cómo podría ser tan dulce como un caramelo», «¿Qué es el amor?», «¿El amor vendrá a mí algún día?». En el EP la pista «Sweet Talker» fue escrita por Jeongyeon y Chaeyoung y la pista «Ho!» fue escrita por Jihyo. «Dance the Night Away» es la primera canción veraniega de Twice y pista principal de su segundo álbum reeditado con letras escritas por Wheesung, famoso letrista de muchas canciones de gran éxito, como «Password 486» de Younha, «I Go Crazy Because of You» de T-ara, y «Heaven» de Ailee. La canción expresa «las letras sensuales» de Wheesung y la energía fresca y animada de Twice.
Para «Yes or Yes», Sim Eun-ji, letrista de «Knock Knock», escribió la canción con David Amber y Andy Love, este último compositor de «Heart Shaker», compusieron la canción principal de su sexto EP. La canción contiene el mensaje de que solo hay una respuesta «Yes» (en español: «Sí») para la confesión de amor de Twice. El grupo mostró constantemente su capacidad para escribir canciones de los álbumes anteriores. En este EP, Jeongyeon escribió la pista «Lalala», Chaeyoung escribió la pista «Young & Wild» y Jihyo escribió la pista «Sunset», mostrando así su creciente talento musical. Twice presentó una canción de género R&B por primera vez como pista principal con «The Best Thing I Ever Did», como parte de su tercer álbum reeditado de concepto navideño. J.Y. Park y Jamie, escribieron la canción creada con el método de composición Blank Filling de JYP Entertainment. En esta canción Twice trasmite el mensaje que «el recuerdo más preciado es conocer a personas que amamos».
Twice que parte a la buscada del amor, grita la confesión amorosa «Nunca te dejaré ir» sin dudarlo, en las letras de «Fancy» canción principal de su séptimo EP, escrita y compuesta por Black Eyed Pilseung y Jeon Goon. Además, la lírica contiene un sentimiento provocador diferente al pasado mostrando un nuevo Twice. El EP sugiere una nueva perspectiva de k-pop junto con un estilo desarrollado del grupo. El video musical se encuentra en la cima de este cambio, el tono, el color y la composición sensual son diferentes del pasado, también el grupo ha representado el crecimiento de «The girl facing the love» que expresaron en su canción debut. Fancy You, presenta un total de seis pistas, incluyendo cuatro canciones escritas por Jihyo, Momo, Sana y Chaeyoung.
«Feel Special», canción principal de su octavo EP, describe el momento palpitante dado por los seres queridos «cuando caminamos por un túnel oscuro del corazón como una noche sin luz». La canción se inspiró una conversación entre J.Y. Park y las miembros de Twice sobre los sentimientos que el grupo ha sentido en los últimos cuatro años después de su debut, como la superación de momentos difíciles para ellas, siendo este el punto de partida de esta canción. J.Y. Park escribió la canción reflejando «el deseo de levantarme de nuevo con el apoyo de las cálidas palabras de alguien cuando tengo miedo y quiero colapsar». Collapsedone, quien escribió y compuso «Knock Knock» y arregló «What Is Love?» con J.Y. Park, participó nuevamente en el arreglo de esta canción. Para este EP Nayeon escribió la letra de «Rainbow», Jihyo participó en «Get Loud» para entregar un fuerte mensaje después del último álbum Fancy You, Dahyun escribió «Trick It» junto con JQ, Momo agregó su toque a «Love Foolish» al trabajar junto con Sim Eun-ji en la escritura de la misma y «21:29» fue escrita por todas las miembros de Twice, hecha en respuesta a las múltiples cartas que el grupo ha recibido de sus fanáticos.
J.Y. Park, quien ha hecho «Signal», «What Is Love?», y «Feel Special», algunas de las canciones representativas de Twice, escribió la letra y arregló «More & More» canción principal de su noveno EP. Bibi se unió a la escritura de letras. Mnek, productor de H.E.R., quien ganó el premio al mejor álbum de R&B en la 61.ª edición de los Premios Grammy, Julia Michaels, Justin Tranter y Zara Larsson también trabajaron mano a mano para esta canción de ritmo house tropical. «More & More» expresa «el sentimiento de amor en una pareja que creció más a medida que se enamoraban más profundamente». Twice, que ha estado trabajando en canciones desde el segundo EP, también han participado en este EP, Nayeon escribió la letra de «Make Me Go» solo, mientras que Jeongyeon y Chaeyoung escribieron letras e hicieron rap para «Sweet Summer Day», respectivamente.
En «I Can't Stop Me» canción principal de su segundo álbum de estudio, Twice trasmite un corazón en conflicto al borde del bien y del mal y una mente enamorada incontrolable. Cae en el género synthwave, que es la mezcla de sonido electrónico europeo y sonido de sintetizador americano de la década de 1980, dando como resultado una melodía adictiva. Fue escrita por Shim Eun-ji y compuesta por Melanie Joy Fontana, quien es una creadora de éxitos global trabajando con artistas de primer nivel como BTS y Halsey, y Michel «Lindgren» Schulz. Twice ha desafiado varios géneros de música que abarcan: dance pop, pop urbano, R&B y pop latino a través de su segundo álbum de estudio. Esta álbum llamo mucho la atención debido a la participación en su producción de múltiples artistas como Twice y artistas de renombre incluyendo a Kenzie, quien es llamado «un legendario creador de canciones» entre los fanáticos del k-pop, LDN Noise, un equipo de producción británico, Dua Lipa, una famosa artista británica, Mnek, que participó en la producción de «More & More», Collapsedone quien participó en «Knock Knock» y «You Were Beautiful» de Day6, Earattack quien trabajó con exitosos artistas de k-pop como Got7 e Itzy, y Heize cantante y compositora conocida por su «sensibilidad», trabajaron para hacer el segundo álbum de estudio de Twice.

## Imagen pública

### Recepción
Twice es uno de los grupos de K-pop más populares y exitosos de la actualidad, el grupo ha recibido un gran reconocimiento tanto en Corea del Sur como a nivel internacional, estableciendo asimismo una gran base de aficionados de todas las edades y sexos, desde adolescentes hasta adultos mayores, incluyendo también aficionados de diferentes orígenes culturales y étnicos, lo que demuestra la capacidad del grupo para llegar a audiencias diversas y hacer que su música sea apreciada por una amplia gama de personas. Twice también recibe elogios por su capacidad de trabajo en equipo junto y «encantos distintivos de sus miembros».
Twice es conocido principalmente por la gran destreza en sus coreografías y por sus temas musicales «TT», «Cheer Up» y «What is Love?, temas que lograron un gran reconocimiento en Corea del Sur y también a nivel Internacional. Twice ganó popularidad apenas se dio a conocer su primer sencillo «Like Ooh Ahh» en el 2015, y desde ello su éxito ha continuado con cada lanzamiento musical. 

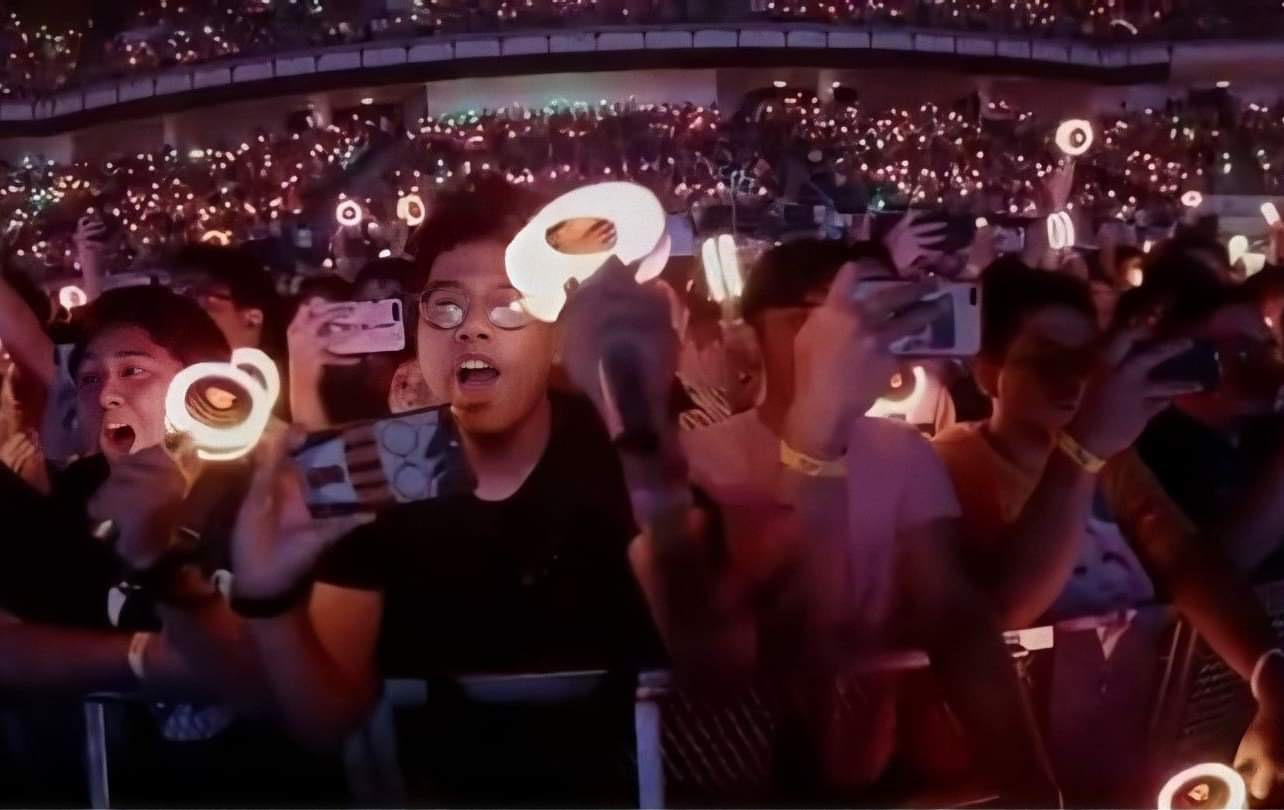
Aficionados vitoreando en un concierto de Twice en Filipinas durante la gira «Twicelights» en junio de 2019.

Twice también ha sido reconocido por su poder de marketing, habiendo encabezado el Ranking de Reputación de Marca de Grupos Femeninos publicado por el Instituto de Investigación de Reputación Corporativa de Corea en varias ocasiones. Twice ocupó el segundo lugar entre los 10 mejores artistas de la encuesta Gallup Korea durante dos años consecutivos.
En 2016, Twice apareció en la lista 2016 Big Influencers for Youth de la revista Variety, esta lista anual generalmente incluye actores, creadores de contenido digital, artistas musicales y otros artistas jóvenes que han influido en el mundo del espectáculo, ocupando el puesto 54, también el único grupo de K-pop en la lista. En 2017, Twice apareció en Forbes Korea Power Celebrity, ocupando el tercer lugar en general y ocupando el primer lugar entre los artistas discográficos. También aparecen en el número 18 y son el único acto asiático en Billboard's Under 2017: Music's Next Generation, una lista anual que identifica algunas de las voces jóvenes más poderosas del mundo en diferentes géneros musicales, teniendo en cuenta la popularidad, creatividad e influencia de las redes sociales.
Durante las elecciones presidenciales de Corea del Sur de 2017, el candidato y presidente Moon Jae-in del Partido Demócrata y el candidato Yoo Seong-min del Partido Bareun utilizaron «Cheer Up» de Twice, la letra de la canción fue modificada para su campaña.
En Japón, a pesar de la ausencia de la ola coreana desde 2013, Twice debutó con éxito en junio de 2017, como lo demuestran las ventas y las grandes audiencias de eventos como KCON, exhibición de debut y Hi-Touch. Según programas locales y entrevistas, el grupo ganó popularidad incluso antes de su debut oficial, especialmente debido a la presencia de miembros japoneses Momo, Sana y Mina, como dice el dicho, «los fanáticos pueden identificarse y sentirse cerca de ellas». NHK News señaló las características del grupo son, «que es el puente entre Japón y Corea».
Twice llamó la atención cuando apareció en el diario más grande de Japón, Yomiuri Shimbun, y fue descrito como «un nuevo actor clave en el dominio del mercado de olas coreano en Japón», mientras que la prensa coreana Quoc también comentó que el grupo está «reviviendo el calor del K-pop en Japón».

### Publicidad
Justo antes del debut oficial de Twice, los nueve miembros firmaron un contrato de modelo exclusivo para la marca de uniformes escolares Skoolooks con J.Y.Park. Para diciembre de 2015, Twice había firmado 10 contratos.
En 2017, Twice eran uno de los grupos de embajadores de marca de más rápido crecimiento en la industria de la publicidad, alcanzando los 200 millones de wones en 6 meses y los 300 millones de wones en un año.

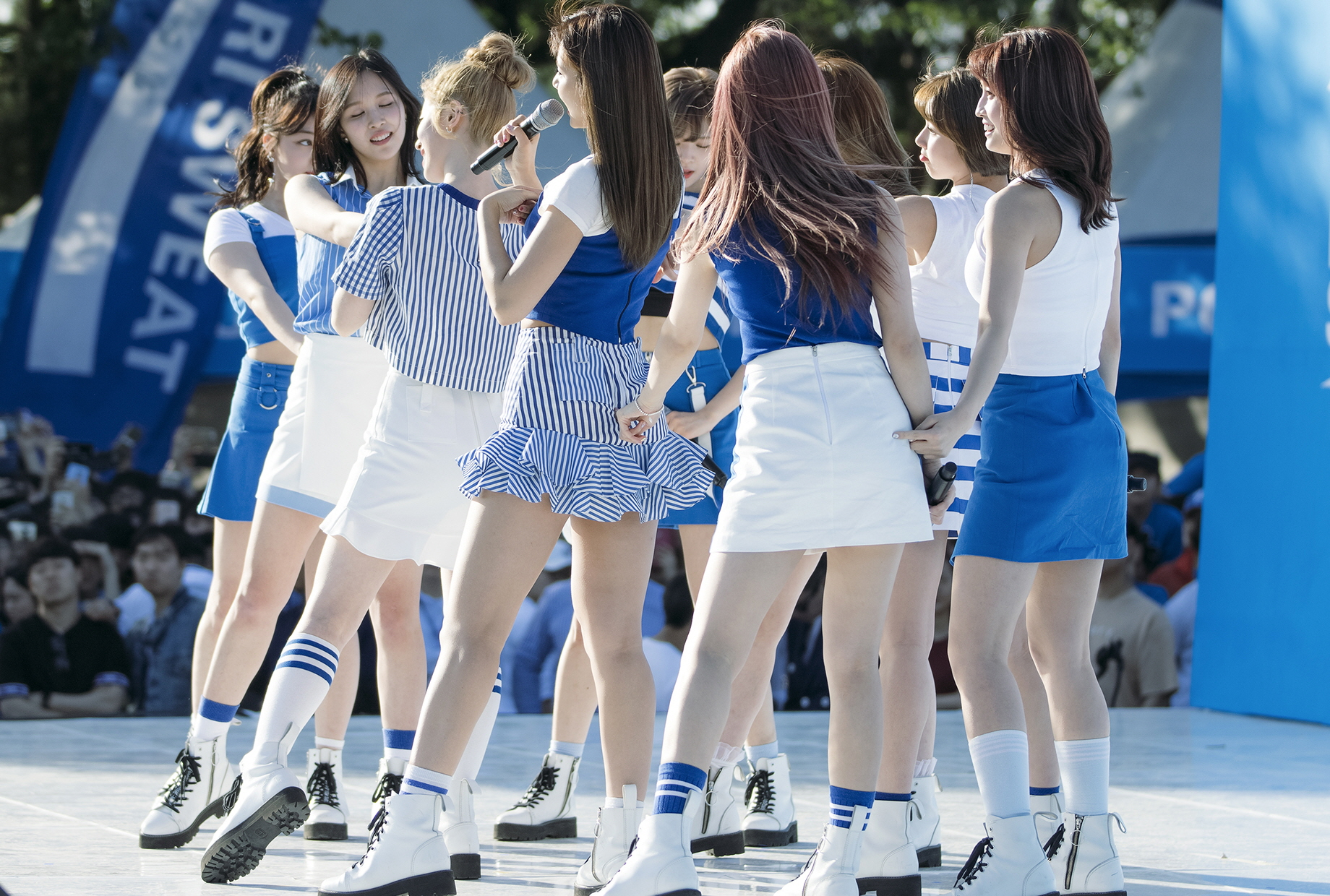
Twice en el evento de aniversario de Pocari Sweat en mayo de 2017.

Twice es una de las celebridades que representan a Lotte Duty Free, también se asociaron con la empresa de calzado Spris y crearon su propia marca de calzado llamada «Twice by Spris». En ese mismo año, Twice fue seleccionado por el fabricante de bebidas Donga Otsuka para promocionar su bebida deportiva insignia, Pocari Sweat, en su 30 aniversario. Se convirtieron en el primer grupo surcoreano en representar este producto, como resultado Pocari Sweat registró 100 mil millones de wones en ventas en la primera mitad de este año, un 10% más que en 2016.
A partir de 2017, Twice ha representado alrededor de 30 marcas diferentes que incluyen cosméticos, ropa, videojuegos en línea, teléfonos móviles, alimentos y bebidas, tarjetas de crédito, bolsos y más artículos.
En 2019, Twice se convirtió en embajadoras de la marca coreana de Estée Lauder. El grupo también se convirtió en las «Global Benchsetters» de la marca de ropa filipina Bench.
En 2021, Kyungnam Pharmaceuticals anunció que había seleccionado a Twice como representante de su marca de vitaminas Lemona. En ese mismo año, Nintendo Korea lanzó una serie de videos que mostraba a Twice jugando «Mitopia» en Nintendo Switch. Además, el grupo fue seleccionado para actuar en el especial 9.9 Super Shopping Day de Shopee Filipinas que se llevó a cabo el 9 de septiembre.
Scarlett Whitening, una famosa marca de belleza de Indonesia con productos para blanquear la piel, presentó a Twice como embajadoras de su marca en 2021. Sin embargo, los fanáticos criticaron la marca y pidieron a JYP Entertainment que retirara el acuerdo con la misma, ya que consideraron «poco ético» que Twice promocionara una marca con productos para blanquear la piel, debido a «sabiendo que tienen fanáticos con piel oscura».

### Videojuegos
En 2016, JYP Entertainment firmó con DalcomSoft para lanzar un nuevo juego de ritmo bajo la saga SuperStar titulado SuperStar JYPNation, donde todo el material discográfico de los artistas de la compañía incluyendo a Twice estarán incluidos en el juego.
En 2020, Twice se unió a Zepeto aplicación de chat móvil de Corea del Sur donde los usuarios crean e interactúan como avatares 3D en diferentes mundos, algunos de estos mundos están basados en chat, mientras que otros están basados en juegos, y los usuarios pueden decidir si estos mundos son públicos o solo para amigos, con similitudes en la interacción con plataformas como Roblox y Minecraft.
Twice también forma parte del popular juego de baile Just Dance, aportando con algunos de sus éxitos musicales: «Feel Special», «More & More» y «I Can't Stop Me» para Just Dance 2021.
En 2023, Twice presentó un mundo virtual inmersivo titulado Twice Square, en Roblox como el primer centro de aficionados persistente en la plataforma de juegos global. Construido por el estudio de metaverso Karta, decorado con los colores característicos de Twice a través de los años, Twice Square permite que sus fanáticos, se conecten virtualmente con otros fanáticos e incluso con el propio grupo, los visitantes del espacio pueden dejar notas en exhibición para las miembros de Twice, tomar selfies y los usuarios verificados por edad pueden utilizar una función de chat de voz.

## Impacto
El éxito del grupo y su popularidad en Corea fueron claves para el aumento de las acciones de JYP Entertainment, cuyo valor se multiplicó por siete en menos de tres años; desde el debut del grupo en 2015. En 2017, Twice ocupó el segundo lugar en la lista Breakout Artists 2017 de Oricon. También se convirtieron en la primera artista femenina extranjera en encabezar las tres categorías de novatos en el ranking anual de Oricon número 50.

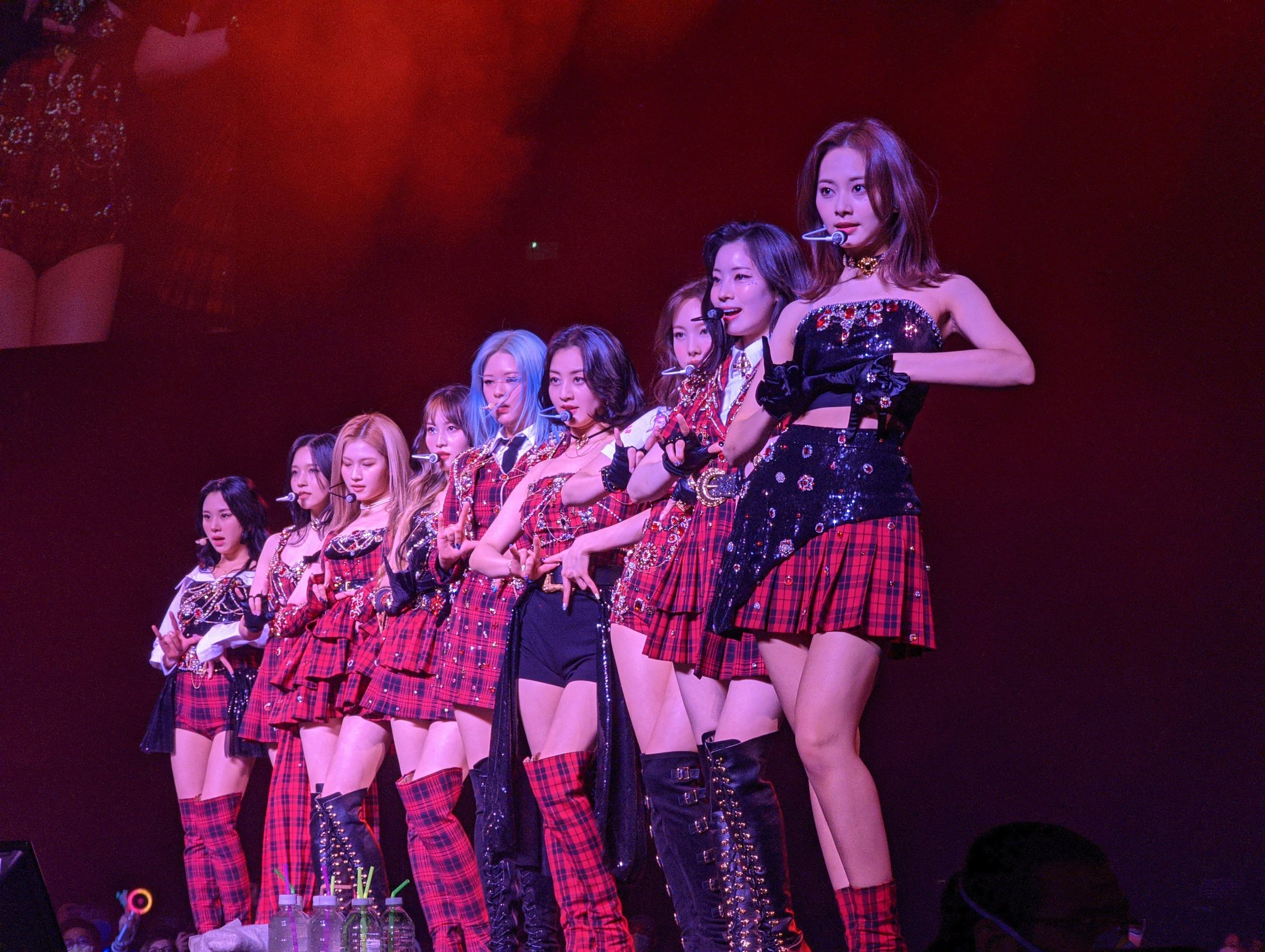
Twice interpretando «Fancy» durante la gira «Ⅲ» en Los Ángeles en febrero de 2022.

Después de sus éxitos comerciales consecutivos en 2016 y 2017, Twice han sido apodadas por los medios coreanos como el «Nation's Girl Group», «Grupo Femenino de la Nación», siendo reconocidas como una continuación de los anteriormente exitosos grupos de chicas Girls' Generation y Kara. El crítico musical Kang Tae-gyu ha descrito a Twice como «un grupo que está un paso por delante» entre otros agrupaciones femeninas del mismo período de debut.
Entre las controversias por ideales políticos y ser el grupo de chicas con mayores ventas del 2016, es imposible no notar la importancia que tiene la industria musical coreana hoy en día. Y es que a pesar de que el impacto de esta ya es notorio, el interés sigue creciendo. Twice se convirtió en el primer grupo de chicas en obtener, de forma simultánea, el primer puesto en el Top de Billboard para las categorías World Album y World Digital Songs Sales.
En febrero de 2022, durante su gira en los Estados Unidos, Twice rompió nuevos récords convirtiéndose en el primer acto femenino de K-Pop y segundo acto de K-Pop en general «después de BTS» en lograr vender más de 100,000 tickets en Norteamérica. Además de lograr consolidarse como el grupo femenino con más ganancias generadas por una gira en los EE.UU., recolectando un total de 4.4 millones con un aproximado de 25 mil tickets vendidos en su segundo día de concierto en The Forum. Durante el mismo año, Twice se convirtió en el primer grupo femenino de K-Pop en tener dos Arena Tours en dos de los mercados musicales más grandes del mundo.
Después de romper dichos récords, Twice ha conseguido un gran impacto a nivel global, siendo apodado como «South Korea’s Biggest Girl Group», «Top Girl-Group»,«Global Pop Sensation» y «Global Superstars».

## Filantropía
El 29 de febrero de 2020, Tzuyu donó cincuenta millones de wones al Cofre de la Comunidad de Corea del Sur para ayudar a prevenir la propagación del COVID-19. Unos días después, de acuerdo con un reporte de la asociación Community Chest of Korea, una de las más grandes del país dedicada a la asistencia social, recibieron una donación por cincuenta millones de wones de parte de Nayeon, para ayudar al tratamiento y prevención del COVID-19 en Corea del Sur.

## Discografía
| - Twicetagram (2017) - Eyes Wide Open (2020) - Formula of Love: O+T=<3 (2021) - This Is For (2025) | - BDZ (2018) - &Twice (2019) - Perfect World (2021) - Celebrate (2022) - Dive (2024) - Enemy (2025) |

## Premios y nominaciones

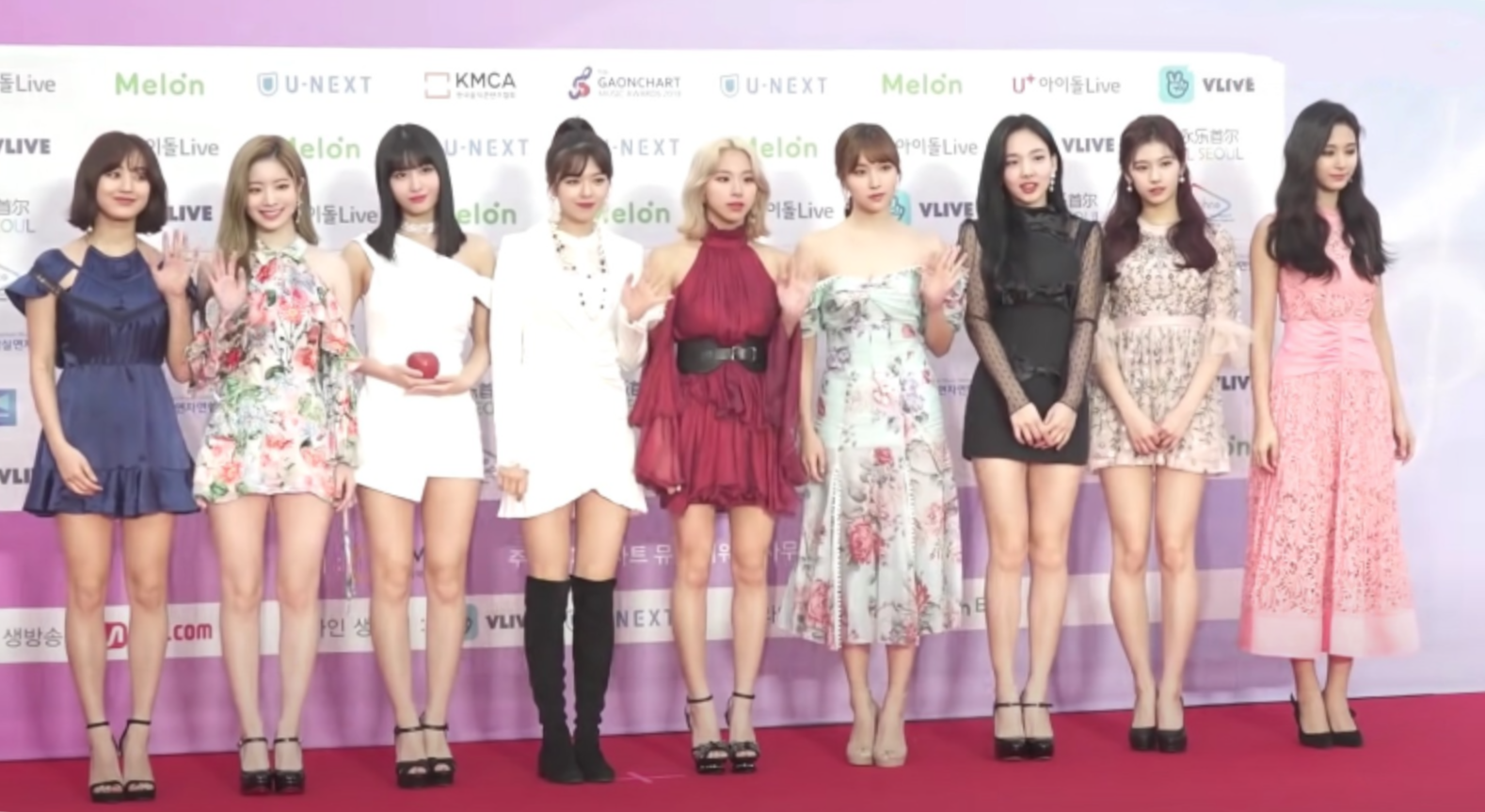
Twice en la alfombra roja de los Gaon Chart Kpop Awards en enero de 2019.

En 2016, Twice ganó su primer trofeo de programa musical con «Cheer Up» de su segundo EP en el episodio 472 que se emitió el 5 de mayo de M Countdown. Un año después, con un total de 36 trofeos de espectáculos musicales en 2017, Twice estableció el récord de la mayor cantidad de trofeos ganados en un solo año. A partir de mayo de 2018, Twice se convirtió en el primer artista en ganar 7 victorias de Triple Corona (ganar en tres semanas consecutivas) en el programa Inkigayo. En las principales ceremonias de premios anuales, Twice también ha recibido varios reconocimientos, como Canción del Año con «Cheer Up» en dos importantes premiaciones de música, Melon Music Awards y Mnet Asian Music Awards en 2016. En 2017, «Signal» de su cuarto EP del mismo nombre ganó el premio a la Canción del Año por segunda vez en los Mnet Asian Music Awards 2017. En 2018, obtuvieron nuevamente el premio a la Canción del Año por tercera vez consecutiva en los Mnet Asian Music Awards 2018 con la canción «What Is Love?» de su quinto EP del mismo nombre, lo que las convierte en el único grupo femenino surcoreano en ganar este premio durante 3 años consecutivos. En 2017, Twice recibió un certificado al Mérito del Ministro de Cultura, Deportes y Turismo en los Premios de Cultura y Artes Populares de Corea, dicha premiación se lleva a cabo desde 2010 en Corea del Sur para honrar a quienes han contribuido a la cultura pop contemporánea y las artes en general, incluidos actores, cantantes, comediantes y modelos. En 2019, Twice recibió el Gran Premio de la Cultura Hallyu, en la Exposición Cultural Hallyu Newsis de 2019. En 2023, Twice recibió el premio Breakthrough en los Billboard’s Women in Music 2023, convirtiéndose en el primer grupo coreano en ganar el premio.

## Conciertos
| - 2017: Twice 1st Tour "Twiceland - The Opening" - 2018: Twice 2nd Tour "Twiceland Zone 2 : Fantasy Park" - 2019-2020: Twice 3th World Tour "Twicelights" - 2020: Twice Online Concert "Twice : World In A Day" - 2021-2022: Twice 4th World Tour "Ⅲ" - 2023-2024: Ready to Be World Tour - 2025: This Is For World Tour | - 2017: Twice Debut Showcase "Touchdown in Japan" - 2018: Twice Showcase Live Tour "Candy Pop" - 2018: Twice 1st Arena Tour 2018 "BDZ" - 2019: Twice Dome Tour 2019 "#Dreamday" - 2022: Twice Fan Meeting 2022 "Once Day" | - 2016: KCON Japan - 2016: JYP Nation "MIX&MATCH" - 2016: KCON LA - 2017: KCON NY - 2018: Music Bank in Chile - 2018: KCON LA - 2019: Music Bank in Hong Kong |